# Страхинчица
Страхинчица је средишња планина у Хрватском Загорју, Република Хрватска. 
На западу је раздваја од Костелског горја, долина речице Крапинице, на северу је окружују реке Жутница и Бедња, источно је од планине Иванчице деле Очура, Велики и Сутински поток, а јужно тече река Крапина.
Обихвата око 200 km². Навиши истоимени врх са налази на средњем гребену са 847 m. Остали познатији врхови су Сакола (или Секоље) 740 m и Горјак 685 m. Огранци Страхинчице рагранати су у Крапинско, Радобојско и Миховљанско хумље.
О геодинамичкој делатности терцијера у подручју Страхинчице сведоче вулканске ерупције око Страхиња и појаве термалних вода (Сутинске Топлице). Карактеристичне су и наслаге сумпора, с богатим палеонтолошким налазиштима око Радобоја.